# Kościół Ducha Świętego w Bielawie
Kościół Ducha Świętego – rzymskokatolicki kościół parafialny należący do dekanatu Bielawa diecezji świdnickiej.

## Historia
Świątynia została zaprojektowana przez przedsiębiorce budowlanego z Bielawy, Emila Verlera. W dniu 24 września 1928 roku został położony kamień węgielny pod budowę. W dniu 7 października 1929 roku kościół został poświęcony przez proboszcza parafii Wniebowzięcia Najświętszej Maryi Panny w Bielawie, księdza Augustyna Kinschera, w towarzystwie księdza Kotzura z Pieszyc, oraz księdza Elsnera, mianowanego pierwszym rektorem - kuratusem świątyni (pierwszym proboszczem). Kościół charakteryzował się trzema bogato zdobionymi oknami, sięgającymi od podłogi do stropu, zaprojektowanymi przez wrocławskiego artystę malarza Haasego. Małe organy były umieszczone na emporze (balkonie). W 1948 roku przy kościele została utworzona parafia pod wezwaniem Ducha Świętego. W sierpniu 1965 roku nowym proboszcz parafii zostaje ksiądz Stanisław Urbański, który podejmuje decyzje o wybiciu w ścianach świątyni otwory w celu zamontowania nowych drzwi, aby zwiększyć funkcjonalność kościoła. Podjęta zostaje również przez niego decyzja o budowie nowego ołtarza. W 1966 roku został poświęcony nowy ołtarz wykonany z kamienia i nowa ambona. W 1967 roku została odnowiona elewacja świątyni. W dniu 2 lutego 1969 roku został poświęcony nowy ołtarz. Podczas uroczystości Bożego Ciała, został poświęcony nowy dzwon. W dniu 28 maja 1970 zostały poświęcone nowe organy. W 1971 roku w kościele została położona nowa posadzka, została założona nowa instalacja elektryczna, zostało założone nagłośnienie, zostały zamontowane i pomalowane nowe ławki. Została założona także boazeria na ścianach. Na ścianie w prezbiterium został umieszczony nowy krzyż, który został poświęcony podczas uroczystej Mszy świętej w dniu 27 września 1971 roku, koncelebrowanej przez arcybiskupa wrocławskiego Henryka Gulbinowicza. W dniu 23 października 1971 roku został poświęcony nowy ołtarz Matki Boskiej Nieustającej Pomocy. W 2010 roku dach świątyni został poddany generalnemu remontowi, dachówki otrzymały nowe pokrycie. W 2012 roku na miejscu okien zostają zamontowane witraże, została wymieniona instalacja elektryczna, instalacja nagłośnieniowa oraz nowa instalacja do monitoringu.